# Gongora unicolor
Gongora unicolor är en orkidéart som beskrevs av Rudolf Schlechter. Gongora unicolor ingår i släktet Gongora och familjen orkidéer. Inga underarter finns listade i Catalogue of Life.

## Bildgalleri

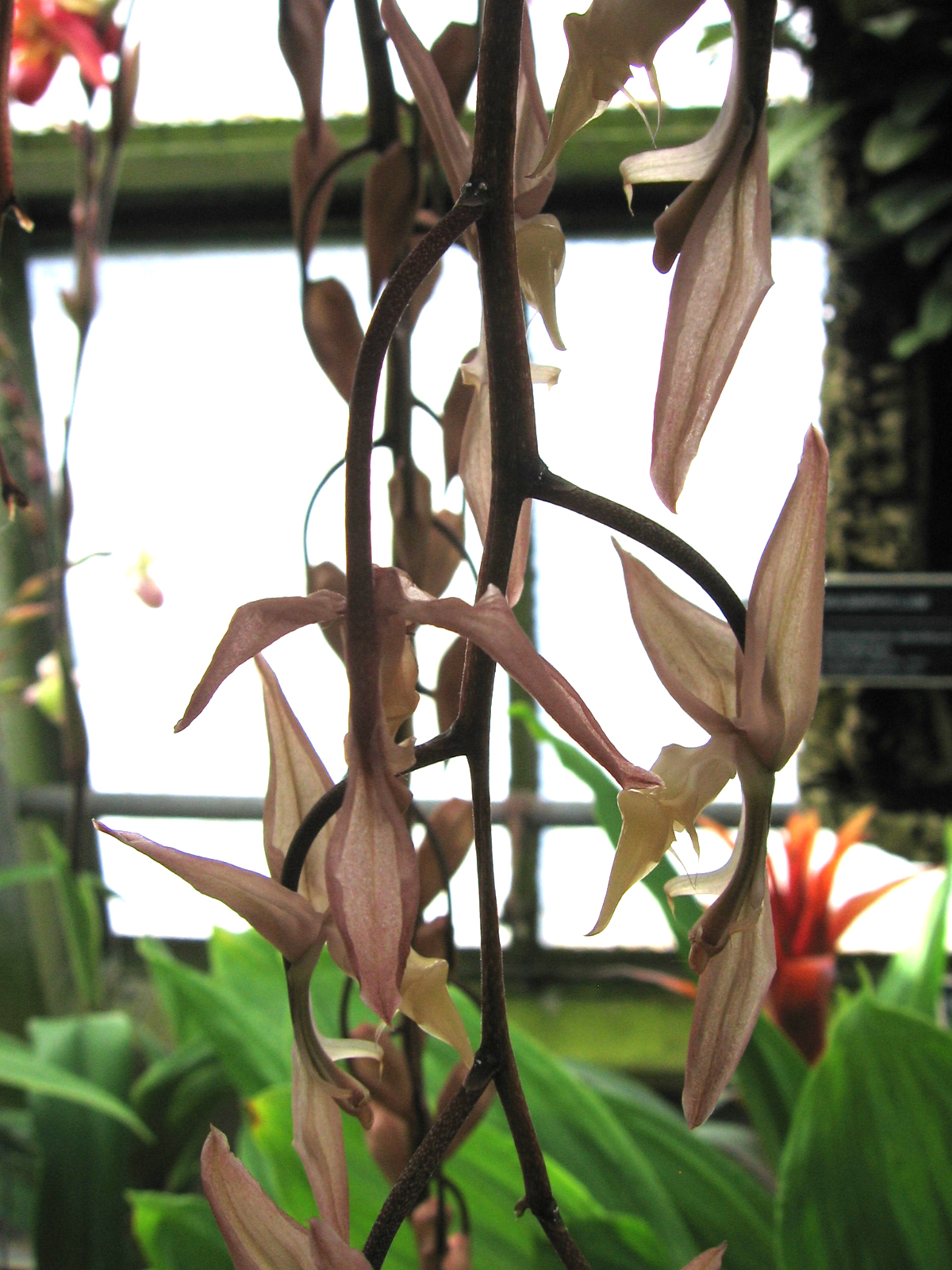
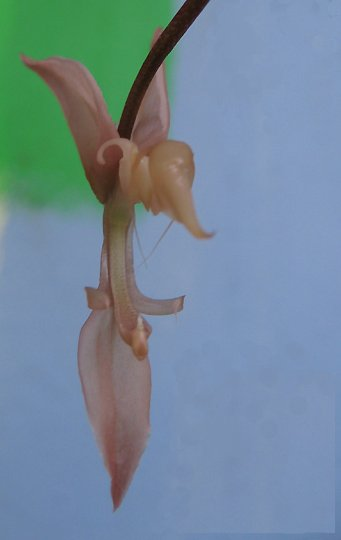